# Destination Unknown (1933)
Destination Unknown ist ein US-amerikanisches Spielfilmdrama von Tay Garnett aus dem Jahr 1933. In den Hauptrollen zu sehen sind Pat O’Brien sowie Ralph Bellamy als blinder Passagier.

## Handlung
Während eines Seesturms im Pazifischen Ozean kommen auf dem Segelschiff Prince Rupert der Kapitän und der erste Steuermann ums Leben. Die überlebende Crew ist nach dem Sturm orientierungslos und die Wasservorräte des Schiffes werden durch den kaltblütigen Matt Brennan kontrolliert. Schließlich erscheint ein blinder Passagier, der weitere Wasservorräte kennt und nach den Sternen das Schiff in sichere Gefilde navigiert. Am Ende des Films verschwindet er schließlich spurlos.

## Rezeption
Destination Unknown wurde im Jahr 2017 im Museum of Modern Art von einer 35mm Kopie vorgeführt. Der Film wurde dabei als Allegorie vor dem Hintergrund der Weltwirtschaftskrise bezeichnet, in der der blinde Passagier als quasi-religiöse Gestalt die US-amerikanische Gesellschaft rette. Die Kritikerin Mordaunt Hall bescheinigte dem Film in einer Besprechung in der New York Times 1933 ein gewisses Maß an Originalität, die Handlung sei jedoch unlogisch und verwirrend.